# 連珠毛

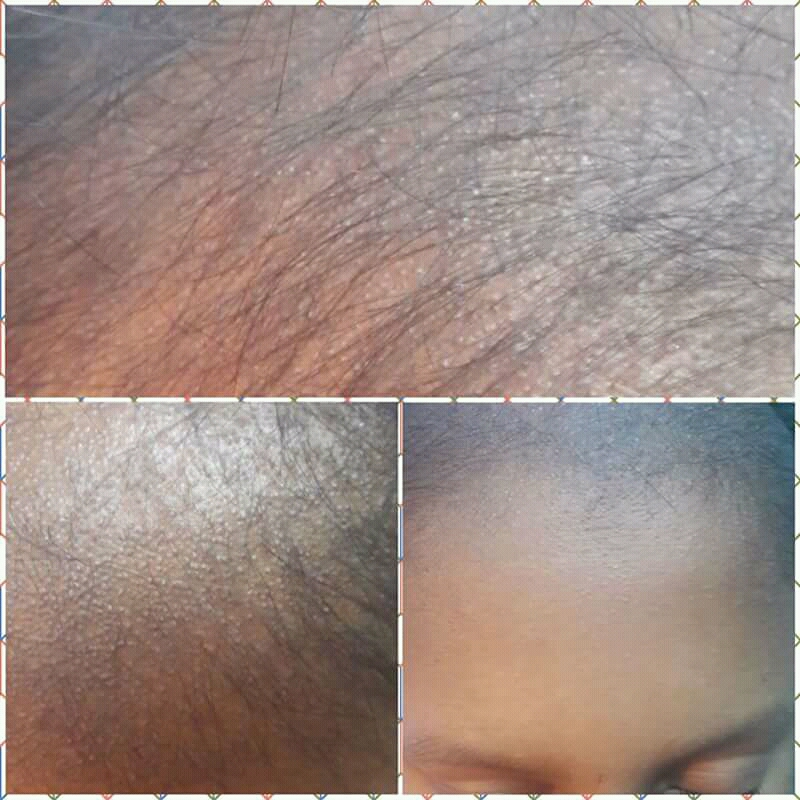

連珠毛（れんじゅもう、英語: monilethrix）、またはビーズ・ヘアとは、常染色体により優性遺伝する稀な毛髪疾患であり、短く、壊れやすく、ビーズ状に損傷した状態の毛として現れる。英語の名称は、ラテン語でネックレスを指すMonile、ギリシア語で毛を指すThrixから造られた語である。

## 特徴
個人によって症状の重さは異なる。
毛包角化症や過角化症の様に、爪の変形として現れる事もある。
脱毛症の症状を呈する場合があり、人により重症になる場合もある。
毛嚢角化症及び毛孔性角化症と同様、爪の奇形が現れる場合もある。

## 要因及び遺伝
連珠毛は、タイプII毛皮質ケラチンに関する遺伝子、KRTHB1（KRT81）、KRTHB3（KRT83）、若しくはKRTHB6（KRT86）の突然変異によって引き起こされる。
この疾患は常染色体優性形式の遺伝による。
これは、この疾患を引き起こす欠陥遺伝子は常染色体に位置し、この疾患を持つ親から継承された、遺伝子のたったひとつのコピーがこの疾患を引き起こすのに十分ある事を意味する。

## 引用文献
1. ↑  James W, Berger T, Elston D (2005). Andrews' Diseases of the Skin: Clinical Dermatology (10th ed.). Saunders. ISBN 0721629210
2. ↑  Freedberg, et al. (2003). Fitzpatrick's Dermatology in General Medicine (6th ed.). McGraw-Hill. p. 639. ISBN 0071380760
3. ↑  Genetic and Rare Diseases Information Center (2008年9月9日). “Monilethrix”.  NIH Office of Rare Diseases Research. 2011年1月15日閲覧。
4. ↑  Schweizer J (2006). “More than one gene involved in monilethrix: intracellular but also extracellular players”. J. Invest. Dermatol. 126 (6):  1216–9. doi:10.1038/sj.jid.5700266. PMID 16702971.